# Петруский, Октав

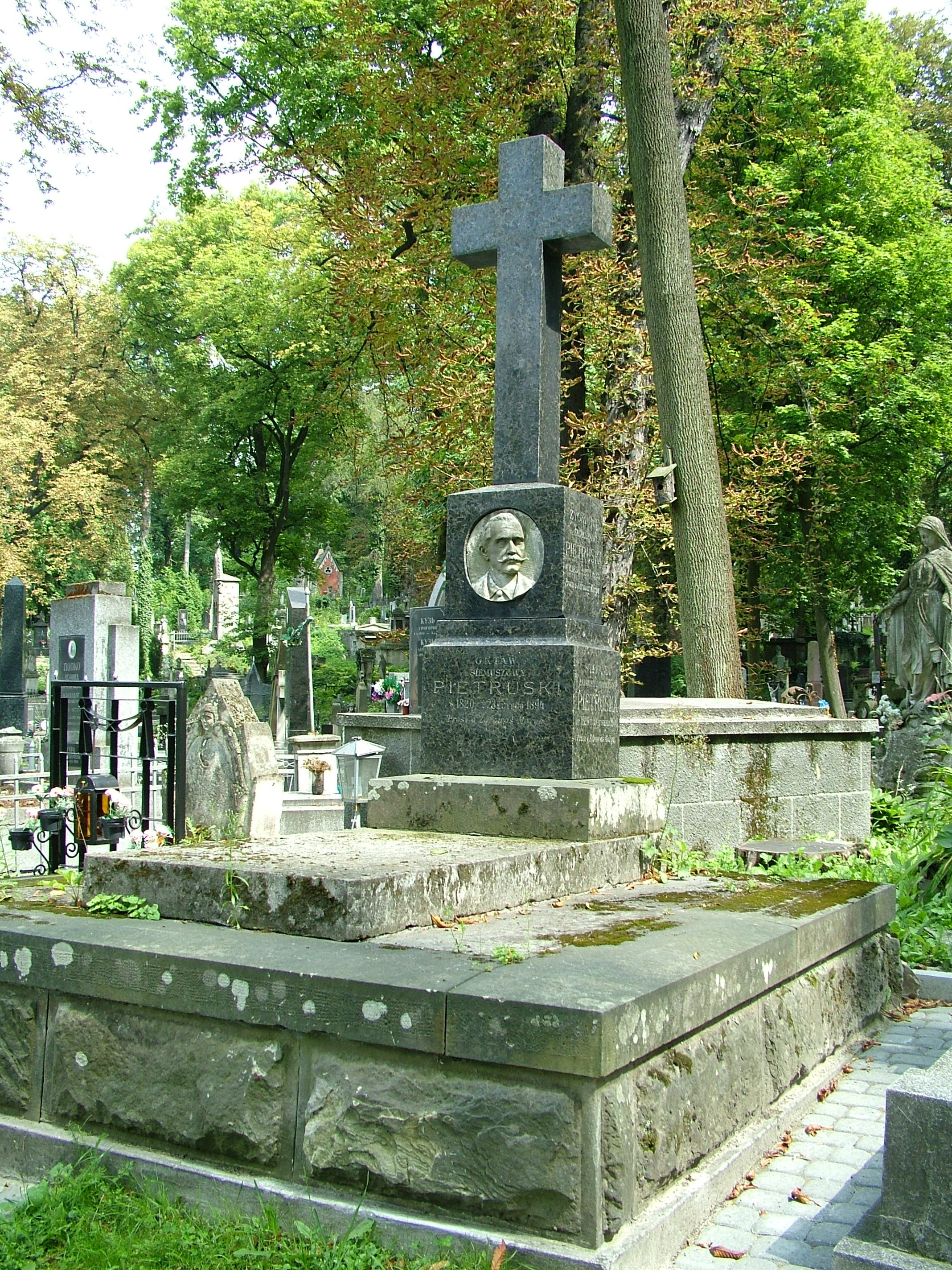
Памятник на могиле Октава Петруского на Лычаковском кладбище (Львов)

Октав Петруский (пол. Oktaw Pietruski, 5 февраля 1820, Брюссель — 23 февраля 1894, Львов) — польский политический и общественный деятель XIX века.

## Биография
Родился в Брюсселе в семье польского офицера, капитана наполеоновских войск. Обучался в гимназиях Станиславова и Вены. С 1842 работал в судебных учреждениях Львова и Самбора.
Во время «Весны народов» в 1848 во Львове вступил в Национальную гвардию, которая была вооружённым крылом галицкой общественности. После подавления революционных выступлений силами австрийской монархии, подвергся репрессиям как активный участник революции. Его продвижение на государственной службе было остановлено до 1857 года.
В 1861 О. Петруский стал послом (депутатом) Краевого Сейма во Львове. Сыграл значительную роль в предоставлении большой автономии Галиции в составе Австро-Венгрии.
В 1872 был избран заместителем галицкого Краевого маршалка и трудился на этом посту до 1890 года.
В течение долгих лет был членом государственного Трибунала, Хозяйственного общества во Львове, с 1864 входил в состав Наблюдательного совета Галицкой железной дороги им. Карла Людвига дистанции Львов-Черновцы-Яссы, с 1888 — дистанции Львов-Белзец-Томашув, заместителем председателя Земского кредитного общества (Львов, 1881—1887) и др.
Умер во Львове и похоронен на Лычаковском кладбище.

## Память
- За заслуги в борьбе за автономию Галиции Октав Петруский в 1885 был избран почётным гражданином ряда городов, в том числе: Станиславова, Львова, Жешува, Кракова, Коломыи, Бучача, Гусятина, Стрыя, Бережан, Вадовице, Погужья.